# Silungkang Oso
Silungkang Oso is een bestuurslaag in het regentschap Sawah Lunto van de provincie West-Sumatra, Indonesië. Silungkang Oso telt 1277 inwoners (volkstelling 2010).